# NGC 2621
NGC 2621 este o galaxie LINER situată în constelația Racul. A fost descoperită în 29 martie 1865 de către Albert Marth.